# Walo Koch
Walo Koch (29 de noviembre de 1896, Laufenburgo/Suiza - 18 de julio de 1956, Poschiavo) fue un botánico, pteridólogo suizo, el padre de la Fitosociología.
Walo Koch era hijo de un médico. Fue a la escuela primaria y secundaria en la Escuela de alta Rorschach en St. Gallen, donde pasó su examen de matriculación en 1916. En el mismo año comenzó sus estudios de farmacia en la ETH Zúrich. En 1920, pasó el examen de Estado de farmacéutico.
En 1917, comenzó sus estudios en fitosociología en Linthebene, la cual continuó en los próximos años. Después de su graduación en 1926 con un doctorado bajo la dirección de Carl Schroeter, con la tesis: Las unidades de vegetación de Linthebene; y trabajaba como farmacéutico.
En 1930, recibió un nombramiento como curador del Herbario de la ETH Zúrich, y en 1939 fue nombrado como profesor extraordinario de botánica sistemática y la fitosociología. Además de florística y sistemática, Koch trabajó en métodos fitosociológicos. Poseyó herbarios de plantas vasculares y criptógamas.
Koch murió en una excursión a la zona de Bernina, donde estaba introduciendo a sus alumnos a la flora de los Alpes.

## Algunas publicaciones
- 1929. Studien über kritische Schweizerpflanzen
- ernst Häflicher, walo Koch. 1943. Bidens connata Mühl. var. fallax (Warnstrof) Sherff.

### Libros
- 1926. Die Vegetationseinheiten der Linthebene unter Berücksichtigung der Verhältnisse in der Nordostschweiz. Ed. Zollikofer. 144 pp.

- La abreviatura «W.Koch» se emplea para indicar a Walo Koch como autoridad en la descripción y clasificación científica de los vegetales.[1]